# Telescoopooggoudvis

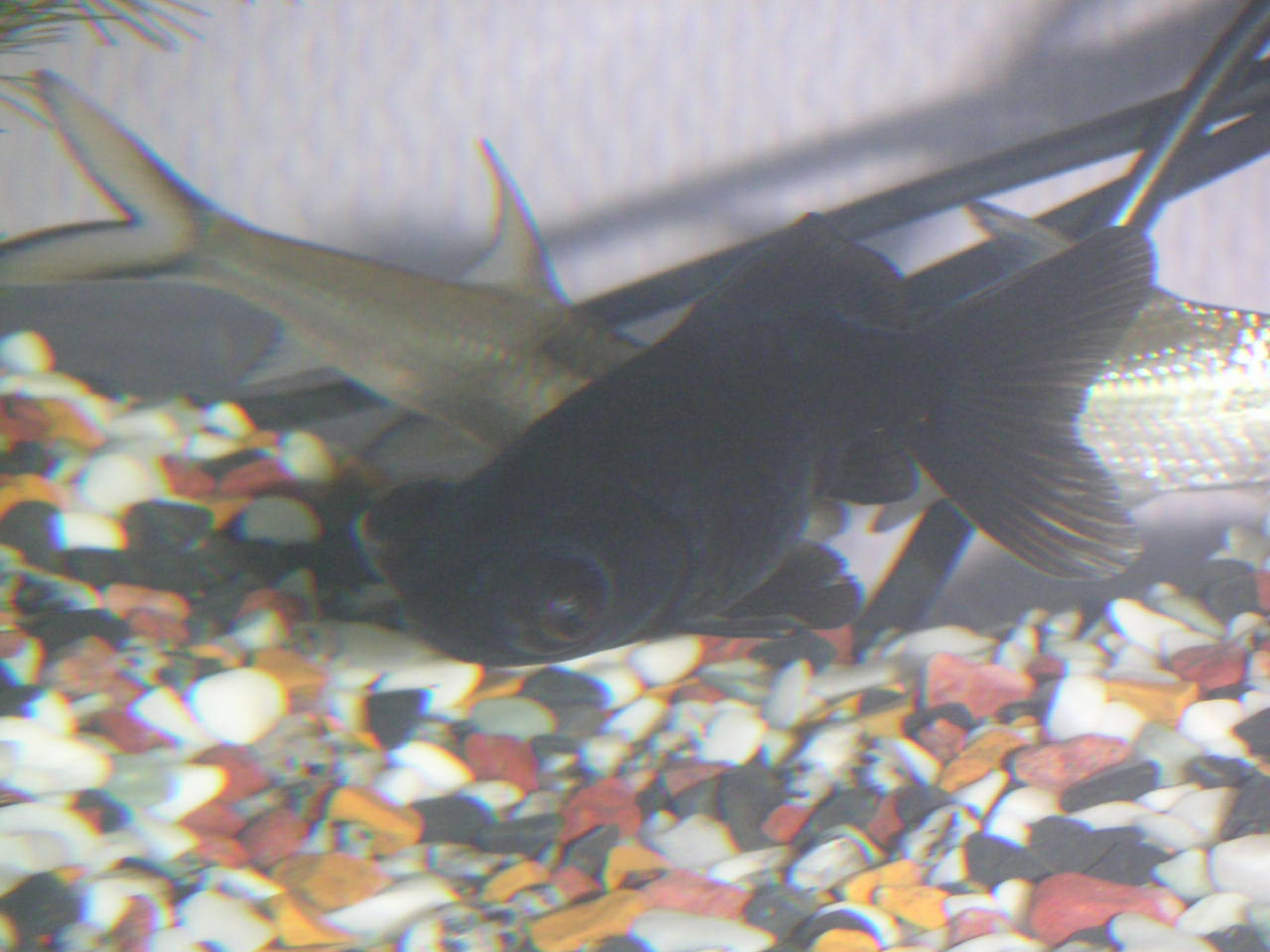
Een telescoopooggoudvis

De telescoopooggoudvis is een goudvisvariant. Het is een metaalglanzende sluierstaartgoudvis die dubbele staart- en anaalvinnen bezit en een verlengde rugvin. Er bestaan twee soorten staartvinnen: de ongedeelde brede staart, die nu niet vaak meer voorkomt, en de echte sluierstaart. De vis heeft een hoge rug en de ogen zijn groot en puilen uit. Telescoopogen komen in allerlei kleuren voor zoals rood, oranje, zwart, wit en combinaties van deze kleuren. Net als andere goudvissen met een kort lichaam zijn ze vatbaar voor problemen met de zwemblaas.